# Daniela Merighetti
Daniela Merighetti, född 5 juli 1981, är en före detta italiensk alpin skidåkare som tävlar på världscupsnivå och för G.S. Fiamme Gialle. Hon har en 1:e plats som bästa resultat i världscupen (störtloppet den 14 januari 2012 i Cortina). Hon har även en andraplats i världscupsammanhang (storslalom den 6 mars 2003 i Åre)